# Bartolomeo Giugni
Bartolomeo Giugni (... – 26 giugno 1577) è stato un arcivescovo cattolico italiano.

## Biografia
Fu eletto in tarda età arcivescovo di Pisa nel 1576 e rimase a capo dell'arcidiocesi toscana per un anno a causa della sua morte, avvenuta nel 1577.
Il 28 marzo del 1576 benedisse la prima pietra della seconda cerchia di mura di Livorno, opera voluta dal granduca Cosimo I e in seguito terminata dal nipote Ferdinando I.